# 书刀
一种中国古代书写工具。因外形通常为一尺余的小刀，所以又称尺刀。与简牍、毛笔配套使用，用于削刮简牍上的错字，主要被使用于纸张普及前的简牍时期。
在纸张发明以前人们的书写载体主要为竹木制成的简册和版牍，一旦写错字便需要用刀将错误的字句刮去。另一方面因为简牍的制作成本高，许多作为日常记事用的简牍都存在着反复使用的现象，为了将先前所写的字刮去也需要使用到书刀，类似现代的橡皮擦或修正液。书刀早在商朝就被使用，早期以青铜铸造，后来出现了铁制书刀。纸张被广泛使用后，其功能便被雌黄替代。
因本身作具有便携的优势，有时也不仅做书写工具用。本身不被视作武器，但特定环境下也可以发挥武器的功能。
与毛笔一同被称作“刀笔”。因为早期使用刀笔的人多为掌管法律的政府文员，因此“刀笔”及“刀笔吏”又被用以专指从事与法律相关工作的官吏。